# Jetée de Sopot

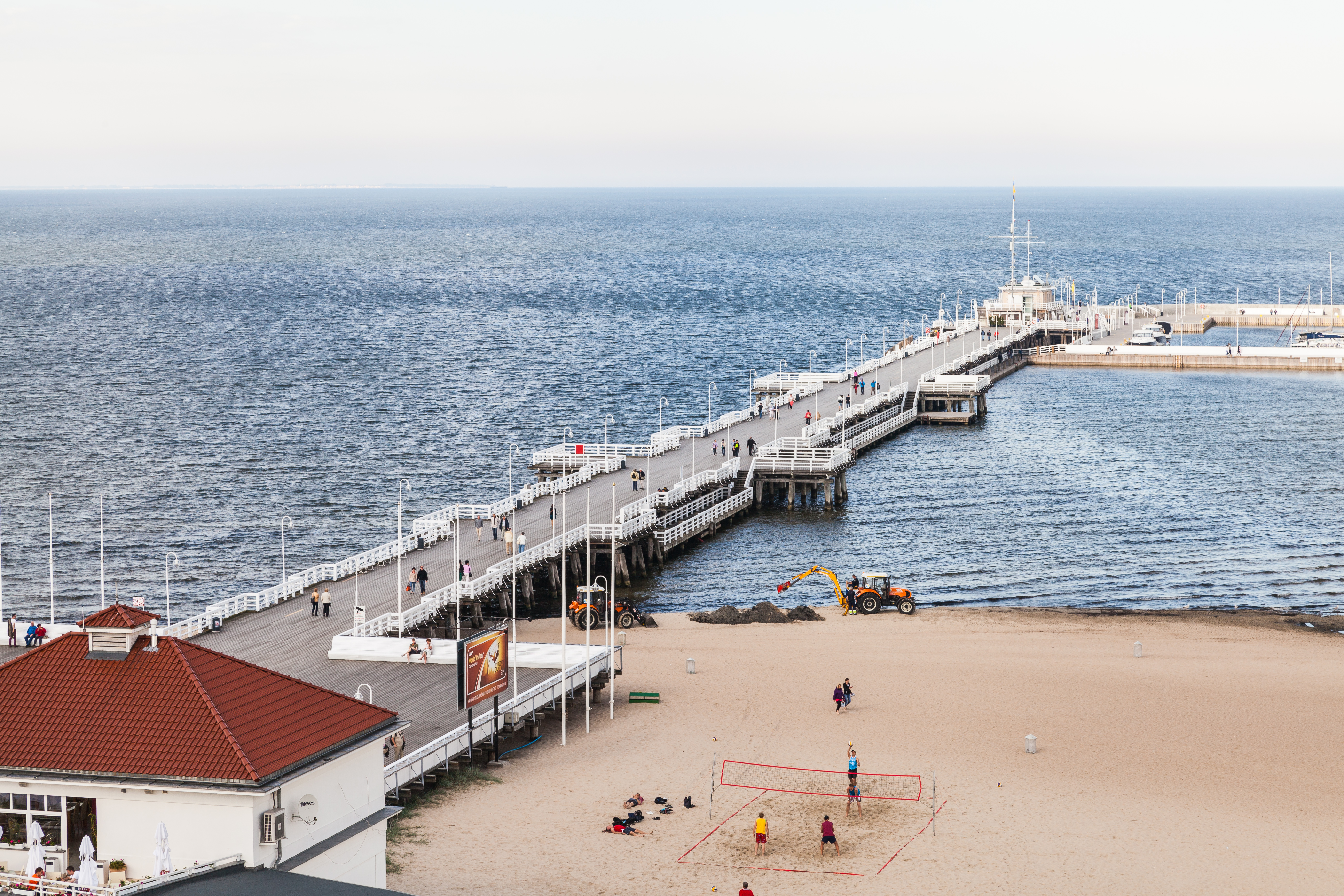
La jetée de Sopot - vue générale

La jetée de Sopot est une jetée-promenade dans la ville polonaise de Sopot, considérée comme la plus longue jetée  en Europe. Elle fut construite en 1927, puis reconstruite jusqu'à sa longueur actuelle de 515 m. Les premiers éléments en métal furent ajoutés à la fin du XXe siècle. À présent, la jetée sert de lieu de promenade et est l'une des plus grandes attractions touristiques payantes de la ville.

## Historique

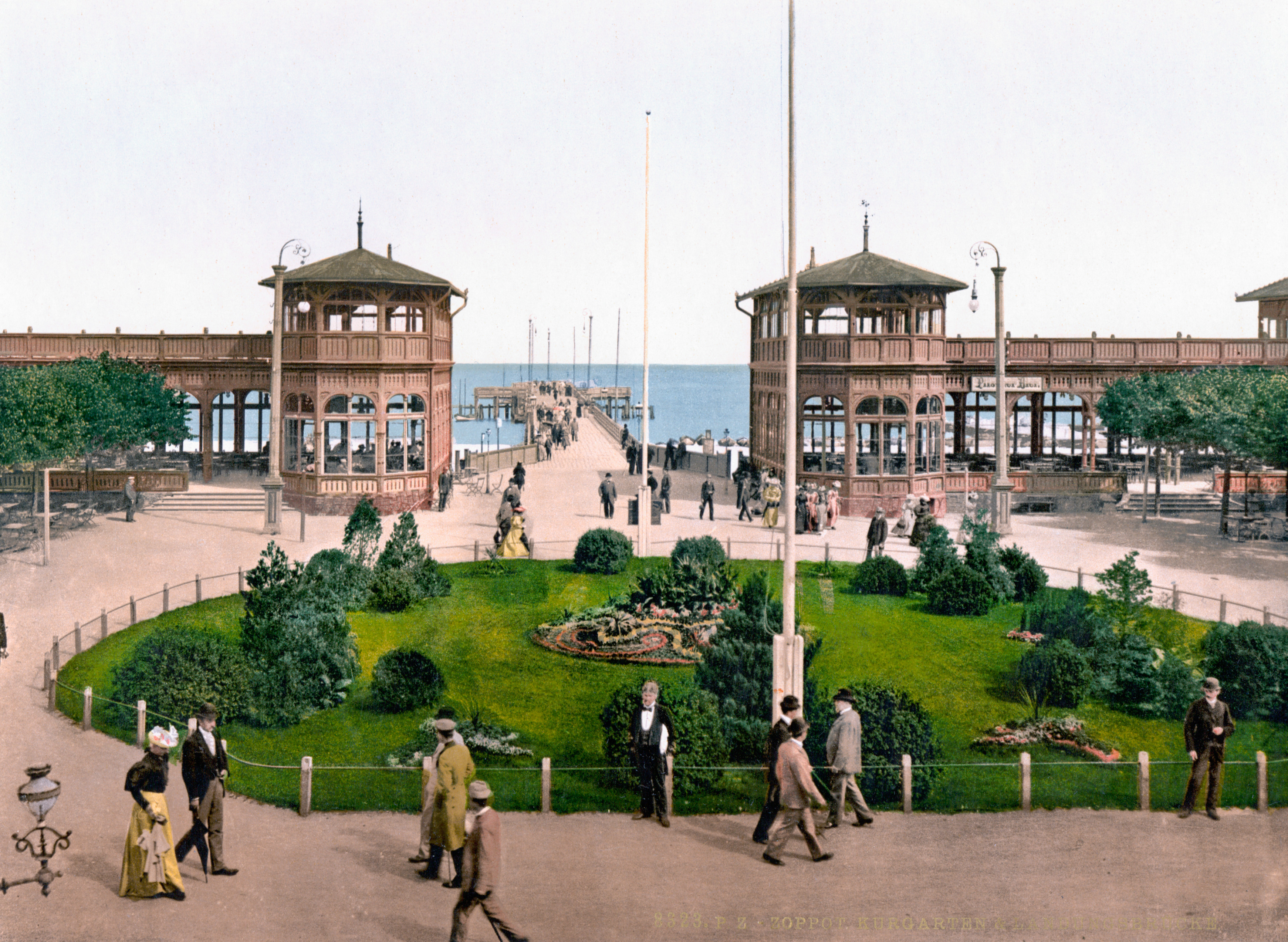
Jetée de Sopot, dernière décennie du XIXe siècle.

Une première jetée de 31,5 mètres a été construite en 1827 par le Dr Jerzy Haffner. À la fin du XIXe siècle, la jetée a été agrandie pour longueur totale de 150 m, puis en 1910, de 315 m. La jetée actuelle a été construite entre 1927 et 1928 - à cette époque, la place Skwer Kuracyjny a également été modifiée. C'était alors la plus grande reconstruction de l'histoire de la jetée. Cette reconstruction a été entreprise à l'occasion du 25e anniversaire de Sopot et du 100e anniversaire de la construction de la jetée. Dans les années 1990, une tête en béton armé a été ajoutée pour protéger la jetée principale. Au début du XXIe siècle, des travaux d'entretien ont été effectués sur la jetée.
Au départ, l'installation servait de port local, mais après un certain temps (après l'expansion de la station thermale), elle a pris une fonction récréative. De la jetée, il est possible d'admirer la vue du Grand Hôtel, du port maritime de Gdańsk et de Kępa Redłowska. Par temps clair, il est également possible d'apercevoir la presqu’île d'Hel.
Dans les années 1961-1963, avant d'entrer sur la jetée, il y avait un club de musique pour les jeunes, le Non Stop. 
En 2005, une partie de la jetée a été transformée en port maritime, nommé "Pier". La même année, la jetée a obtenu le statut de patrimoine culturel.
En juillet 2011, la société Hydrobudowa a terminé la construction d'un port abritant plus de 100 yachts, au bout de la jetée.